# Arachnocolus
Arachnocolus is een geslacht van haften (Ephemeroptera) uit de familie Leptophlebiidae.

## Soorten
Het geslacht Arachnocolus omvat de volgende soorten:
- Arachnocolus phillipsi